# 第一次代戈之戰
第一次代戈戰役爆發於1794年9月21日，為第一次反法同盟的一部份。由安德烈·馬塞納將軍率領的法軍與奧軍對決的結果，由法軍取勝。這場戰役拿破崙在場，他在書信中記載這場戰鬥。

## 來源
Napoleon. Correspondance de Napoléon Ier publiée par ordre de l'empereur Napoléon III. Paris, 1858-69, no. 37